# Härmälä kyrka
Härmälä kyrka (finska: Härmälän kirkko) är en kyrkobyggnad i Tammerfors i Finland. Den ligger i stadsdelen Härmälä och är församlingskyrka i Härmälä församling inom Evangelisk-lutherska kyrkan i Finland.
Anläggningen, ritad av Elma och Erik Lindroos, uppfördes i två faser: församlingshuset och prästgården är från 1949 och själva kyrkosalen från 1972. Intill kyrkobyggnaden står klocktornet från 1949.